# آبراهام کونیدو
آبراهام کونیدو (به انگلیسی: Abraham Conyedo؛ زادهٔ ۷ اکتبر ۱۹۹۳) کشتی‌گیر آزادکار کوبایی الاصل کشور ایتالیا است.
از افتخارات وی می‌توان به کسب مدال برنز المپیک ۲۰۲۰ توکیو و مدال برنز مسابقات قهرمانی کشتی جهان ۲۰۱۸ اشاره کرد.

## فعالیت حرفه‌ای

### مسابقات قهرمانی کشتی جهان ۲۰۱۸
کونیدو در وزن ۹۷ کیلوگرم کشتی آزاد مسابقات قهرمانی کشتی جهان ۲۰۱۸ بوداپست حاضر بود که در مسابقه اول و دوم اریک تیله از آلمان و تاکشی یاماگوچی از ژاپن را شکست داد اما در دور بعد به کایل اسنایدر از آمریکا باخت و با توجه به حضور این کشتی‌گیر در فینال، به دیدار شانس مجدد رفت. او در اولین مسابقه شانس مجدد اولزیسایخان باتزول از مغولستان را شکست داد و به دیدار رده‌بندی راه یافت. وی در دیدار رده‌بندی پاولو اولینیک از مجارستان را شکست داد و مدال برنز وزن ۹۷ کیلوگرم را بدست آورد.

### المپیک ۲۰۲۰ توکیو
کونیدو در وزن ۹۷ کیلوگرم کشتی آزاد المپیک ۲۰۲۰ توکیو حاضر بود که در کشتی اول آلبرت ساریتوف از رومانی را شکست داد اما در کشتی بعد به کایل اسنایدر از آمریکا باخت و با توجه به حضور این کشتی‌گیر در فینال، به دیدار شانس مجدد رفت. او در مرحله شانس مجدد جردن استین از کانادا را شکست داد و به دیدار رده‌بندی رسید. وی در این دیدار سلیمان کارادنیز از ترکیه را شکست داد و مدال برنز وزن ۹۷ کیلوگرم را بدست آورد.